# Unidade de comando
No campo da administração, unidade de comando é definida como o respeito à hierarquia dentro de uma organização, hierarquia essa que pode ser disposta no modelo piramidal.